# 国立东方语言文明学院
国立东方语言文明学院（法語：Institut national des langues et civilisations orientales，简称Inalco）是法国一所研究中东欧、非洲、亚洲、美洲和大洋洲语言的研究机构。

## 历史
早期历史可以上溯到1669年，1795年则以东方语言专校（École spéciale des langues orientales）之名，与综合理工学院、国立工艺馆和高等师范学院一同由法国政府正式颁令设立。校名中「东方」象征的并非指遠東世界或地理概念上的亚洲，而是法国身处的欧洲文明之外的文明圈世界，意味着它被赋予致力于培育法国知识精英理解外部世界的使命。

## 研究范围
历经多次改革，目前该学院是法国一所享有极高国际声誉的专门研究中东欧、非洲、南亚、东南亚和东亚语言与文明的国立高等教育与科研机构。该校教授近百种语言，研究范围涉及历史学、人类学、国际关系、语言学、社会学、考古学、艺术、文献学、经济学、传媒等诸多人文与社会学科。该学院属于法国精英教育系统的“大型机构”（Grand établissement），法国目前三分之一的外交官、大使均出自该学院。

## 地位
在世界范围内，该学院与英国伦敦大学亚非学院、哈佛大学东亚研究中心、哥伦比亚大学东亚研究中心等机构共同组成欧美该领域的权威学术机构。但是，该校历史最为悠久，规模也最为宏大。在法国，该校与法国远东学院同为法国亚洲研究的重要机构，但后者主要集中于考古、历史与文献学等传统东方学领域，并仅承担较少的教学职能。
该学院自1840年即讲授中文，几乎所有法国重要汉学家，包括儒莲（1799-1873）、沙畹（1865-1918）、葛兰言（1884-1940）、伯希和（1878-1945）、戴密微（1894-1979）、谢和耐（1921-2018），均曾在该校学习或任教。著名人类学家喬治·杜梅吉爾、莫里斯·里纳尔等人也曾在该校任教。曾在该校任教的华裔学者包括熊秉明（1922-2002）、程抱一、程艾兰等人。2018年1月8日，法国总统埃马纽埃尔·马克龙在中国西安的一次公开演讲中曾指出，两个多世纪以来该学院“一直是法国与欧洲汉学跳动的心脏”。
新生入学Inalco后，接续每学年需面临严酷的淘汰机制，新生从入学年至毕业年，能升上新一年级的学生数呈等比递减。它致力于语言与文化研究、国际贸易、外交人员与国防安全专才培训，入学学生需受除法语外的第二/第三外语培训并被要求专精深入专研该语言/文化，其师资来自法国文化、经济、外交部门，法国国家军事学校战略研究所(IRSEM)、欧洲国防智库等单位，为法国对外语言、文化研究、对外贸易、外交及国防安全人才的特殊培训学院。2011年九月，学校主体部分迁入位于巴黎13区（Le Pôle des Langues et Civilisations），巴黎七区的老校区则集中了该校的研究中心与博士学校。
2010年，签署“巴黎城市索邦大学（USPC）协议”。该学院作为法国杰出高等研究项目USPC八校成员的四大学院之一，与巴黎政治学院、法国高等公共高等卫生健康研究学院(EHESP)、巴黎地球物理研究学院（IPGP）三所学院以及四所巴黎大学——巴黎第三大学（新索邦大学）、巴黎第五大学（笛卡尔大学）、巴黎第七大学（狄德罗大学）、巴黎第十三大学（圣丹尼斯大学）——共同获得法国政府的重点投资。

## 学术研究
主要从事对西欧以外的全球语言与文明的学术研究，在法国承担了有关中欧、东欧、亚洲、大洋洲、非洲和美洲研究的高等教育和研究职能，提供从学士、硕士到博士研究阶段的系统教育，由十二个系组成：非洲、美洲、阿拉伯、南亚、东南亚、中国、欧亚、中欧、东欧、希伯来、日本、俄罗斯、多语言处理。此外，该校还设有国际经济、对外法语、国际关系、传播学和跨文化教育等学程，并设有众多研究中心。
在21世纪初，该学院拥有来自100多个国家的近8000名注册学生，其中约300多名为博士生。该校有专任教授、副教授200余人，外聘教师来自全球各地，超过300人。该校与全球90多所著名高等院校拥有合作关系。Inalco拥有10多个研究团队，其中多个研究团队与法国国家科学研究中心CNRS、法国高等发展研究院IRD等研究机构合作管理。

## 知名校友
- 丰大业，法国外交官，1870年天津教案中被杀。
- 蘇和，法國外交官、前駐華大使[3]。